# Neumexiko-Robinie
Die Neumexiko-Robinie (Robinia neomexicana) ist ein Strauch mit rosafarbenen Blüten aus der Unterfamilie der Schmetterlingsblütler (Faboideae). Das natürliche Verbreitungsgebiet liegt in den Vereinigten Staaten und in Mexiko. Die Art wird selten als Zierstrauch verwendet. 

## Beschreibung

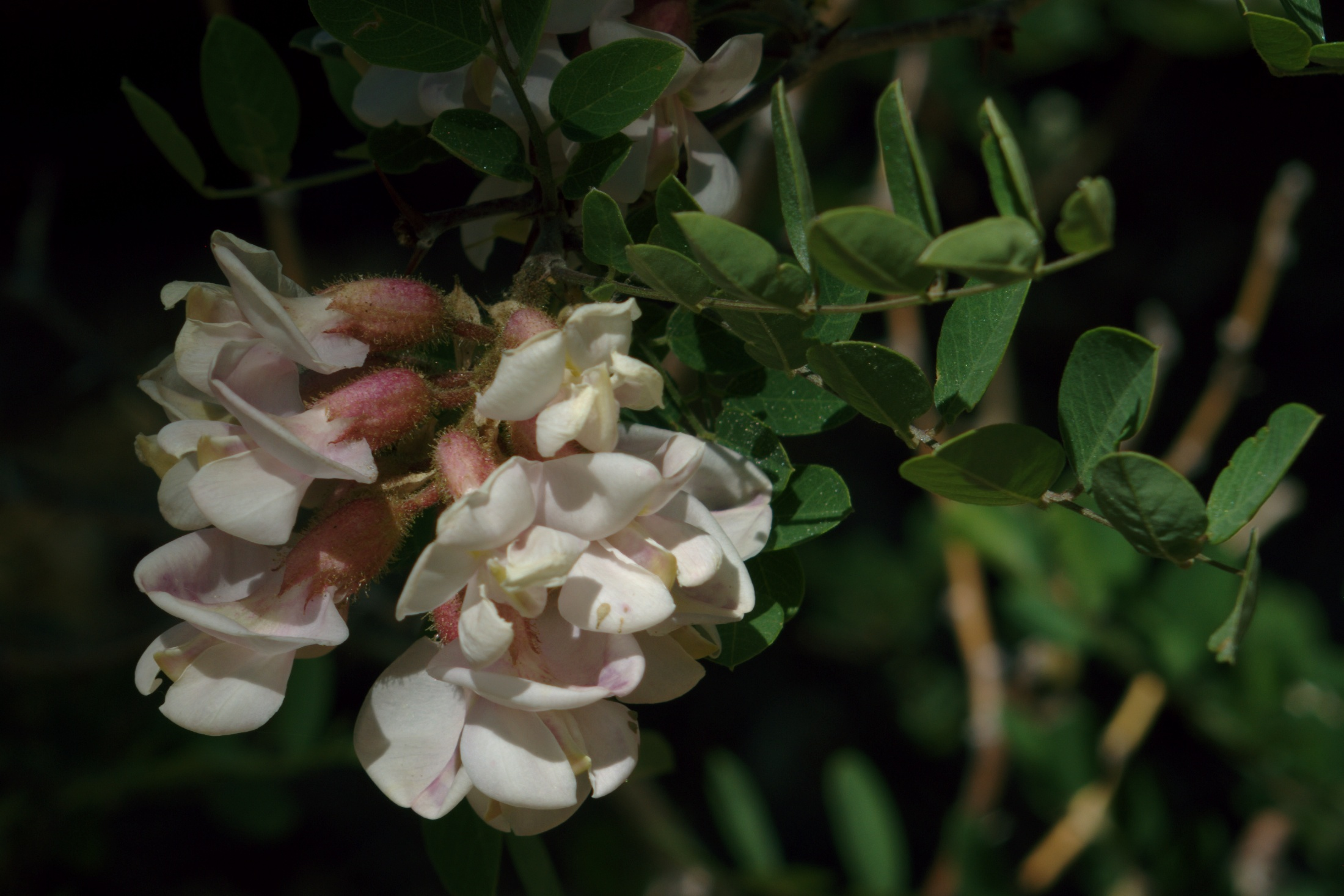
Blütenstände und Blätter

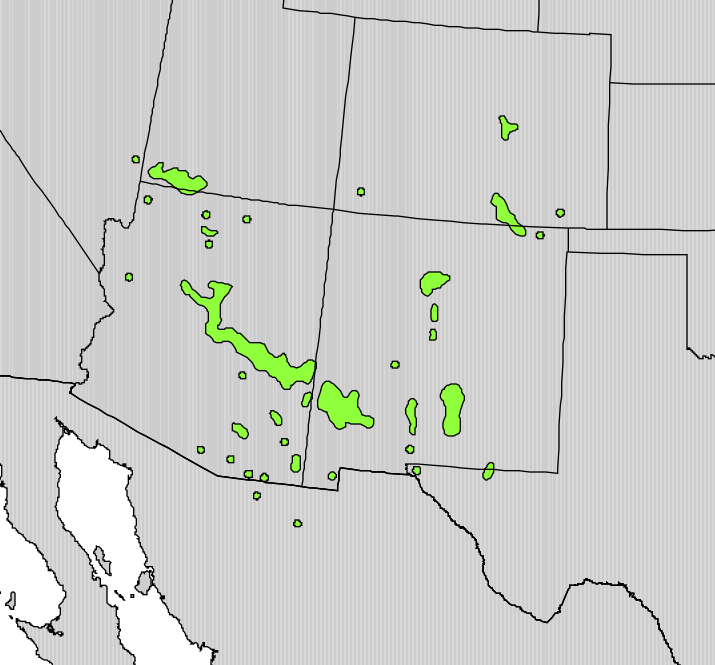
Verbreitungsgebiet

Die Neumexiko-Robinie ist ein bis zu 2 Meter hoher Strauch mit fein grau behaarten, jungen Trieben und dornigen Zweigen. Die Laubblätter sind gefiedert mit neun bis 15 Blättchen. Die Blattspindel ist fein grau behaart. Die Blättchen sind 1 bis 4 Zentimeter lang, fein angedrückt behaart mit stumpfem bis spitzem Ende.
Die Blüten sind rosafarben mit drüsig-borstigen, weich behaarten Stielen. Als Früchte werden bis zu 10 Zentimeter lange, spärlich, jedoch nicht drüsig behaarte, netznervige Hülsen gebildet.  Die Neumexiko-Robinie blüht von Juni bis Juli.

## Verbreitung
Das natürliche Verbreitungsgebiet liegt in den Vereinigten Staaten in Colorado, New Mexico, Texas, Arizona, im Süden von Kalifornien und Nevada und im Südwesten von Utah, in Mexiko im Nordosten von Sonora. Die Neumexiko-Robinie wächst in Steppen und Trockenwäldern auf trockenen bis frischen, schwach sauren bis stark alkalischen, sandigen, sandig-kiesigen oder sandig-lehmigen, nährstoffreichen Böden an sonnigen bis lichtschattigen Standorten. Die Art ist nässeempfindlich, wärmeliebend und meist frosthart. Sie wird der Winterhärtezone 6a zugeordnet mit mittleren jährlichen Minimaltemperaturen von −23,3 bis −20,6 °C.

## Systematik
Die Neumexiko-Robinie (Robinia neomexicana) ist eine Art aus der Gattung der Robinien (Robinia) in der Familie der Hülsenfrüchtler (Fabaceae). Dort wird sie in der Unterfamilie der Schmetterlingsblütler (Faboideae) der Tribus Robinieae zugeordnet. Die Art wurde von Asa Gray 1854 in Plantae Novae Thurberianae Seite 314 erstbeschrieben. Der Gattungsname Robinia wurde von Linné für die aus Nordamerika stammende Art Robinia pseudacacia gewählt, die zuvor als Acacia Americana Robini bekannt war. Der Name verweist auf den französischen Hofgärtner und Direktor des Jardin des Plantes in Paris Jean Robin (1550–1629). Er soll die Art von Amerika nach Frankreich gebracht haben. Wahrscheinlicher ist jedoch, dass sein Sohn Vespasien Robin (1579–1662) die Art aus Samen gezogen hat, die er aus Amerika erhalten hatte. Das Artepitheton neomexicana verweist auf das Verbreitungsgebiet in New Mexico.
Es werden zwei Varietäten unterschieden:
- Robinia neomexicana var. neomexicana
- Robinia neomexicana var. rusbyi (Wooton & Standl.) W.C.Martin & C.R.Hutchins ex Peabody: Der Name der Varietät ehrt den Arzt und Botaniker Henry Hurd Rusby (1855–1940), der als erster auf sie aufmerksam gemacht hat.

## Verwendung
Die Neumexiko-Robinie wird manchmal wegen ihrer bemerkenswerten Blüten als Zierstrauch verwendet.

## Nachweise